# Cornell Glen
Cornelius Glen, detto Cornell (Diego Martin, 21 ottobre 1980), è un ex calciatore trinidadiano, di ruolo attaccante.

## Carriera
Miglior cannoniere al San Juan Jabloteh nelle stagioni 2002 e 2003 con 11 e 29 gol rispettivamente. Cornell fu molto vicino a firmare con gli inglesi del Peterborough United ma, a causa della mancanza di presenze internazionali, non poté ottenere un permesso di lavoro. Glen trascorse un anno in Portogallo, giocando per l'AD Sanjoanense durante la stagione 2000/2001.
Glen fu acquistato dai MetroStars malgrado la concorrenza di altri club, su tutti Derby County e Northampton Town durante il mese di febbraio 2004.
Debuttò nei "MetroStars", in una partita contro i San Jose Earthquakes l'8 maggio 2004 segnando 2 gol. Segnò 2 gol anche all'esordio nel LA Galaxy con vittoria per 2-1 sul Chivas USA il 15 aprile 2006. Nel febbraio 2008 Glen ha tenuto periodi di prova con le squadre inglesi di Leeds Utd e Tranmere Rovers.
Nel 2016 passa all'Ozone, squadra militante nella I-League 2nd division.
Il 1º maggio 2017 viene ufficializzato il suo passaggio in prestito al Bengaluru in vista della Coppa della Federazione che ha vinto battendo in finale il Mohun Bagan.

## Palmarès

### Club

#### Competizioni nazionali
- Campionato di Trinidad e Tobago: 1

San Juan Jabloteh: 2003-2004
- Coppa di Lega di Trinidad e Tobago: 2

San Juan Jabloteh: 2003
Caledonia AIA: 2011
- Coppa della Federazione: 1

Bengaluru: 2016-2017

#### Competizioni internazionali
- Campionato per club CFU: 1

San Juan Jabloteh: 2003